# Гидробия
Гидро́бия (лат. Hydrobia) — род морских брюхоногих моллюсков из семейства Hydrobiidae.

## Описание
Мелкие моллюски с тонкой, гладкой, яйцевидной раковиной. Большое количество видов обитает в солоноватых и пресных водах Северного полушария.

## Виды
- Hydrobia acuta  (Draparnaud, 1805)
- Hydrobia antarctica Philippi, 1868
- Hydrobia djerbaensis Wilke, Pfenninger & Davis, 2002
- Hydrobia glyca  (Servain, 1880)
- Hydrobia joossei van Aartsen, Menkhorst & Gittenberger, 1984
- Hydrobia minuta  Totten
- Hydrobia neglecta Muus, 1963
- Hydrobia pumilio  E. A. Smith, 1875
- Hydrobia salsa
- Hydrobia scamandri (Boeters, Monod & Vala, 1977)
- Hydrobia totteni  Morrison, 1954
- Hydrobia truncata   (Vanatta, 1924)
- Hydrobia ulvae (Pennant, 1777)  — вид перенесён в род Peringia
- Hydrobia ventrosa (Montague, 1803)  — вид перенесён в род Ecrobia